# Maurice Richard
Joseph-Henri Maurice Richard  (ur. 4 sierpnia 1921 w Montrealu, zm. 27 maja 2000 tamże) – kanadyjski hokeista.

## Kariera klubowa
- IFK Österåker 2 (1937-1938)
- Verdun Jr. Maple Leafs (1939-1940)
  -  Verdun Maple Leafs (1939-1940)
- Montréal Sr. Canadiens (1940-1942)
- Montréal Canadiens (1942-1960)

Wieloletni zawodnik Montréal Canadiens. W czterech ostatnich sezonach 1956-1960 kapitan drużyny.
Łącznie w NHL rozegrał i uzyskał:
- sezony zasadnicze - 978 mecze - 544 gole i 421 asysty = 965 punkty
- faza play-off - 133 mecze - 82 gole i 44 asysty = 126 punktów

## Sukcesy i osiągnięcia
Klubowe

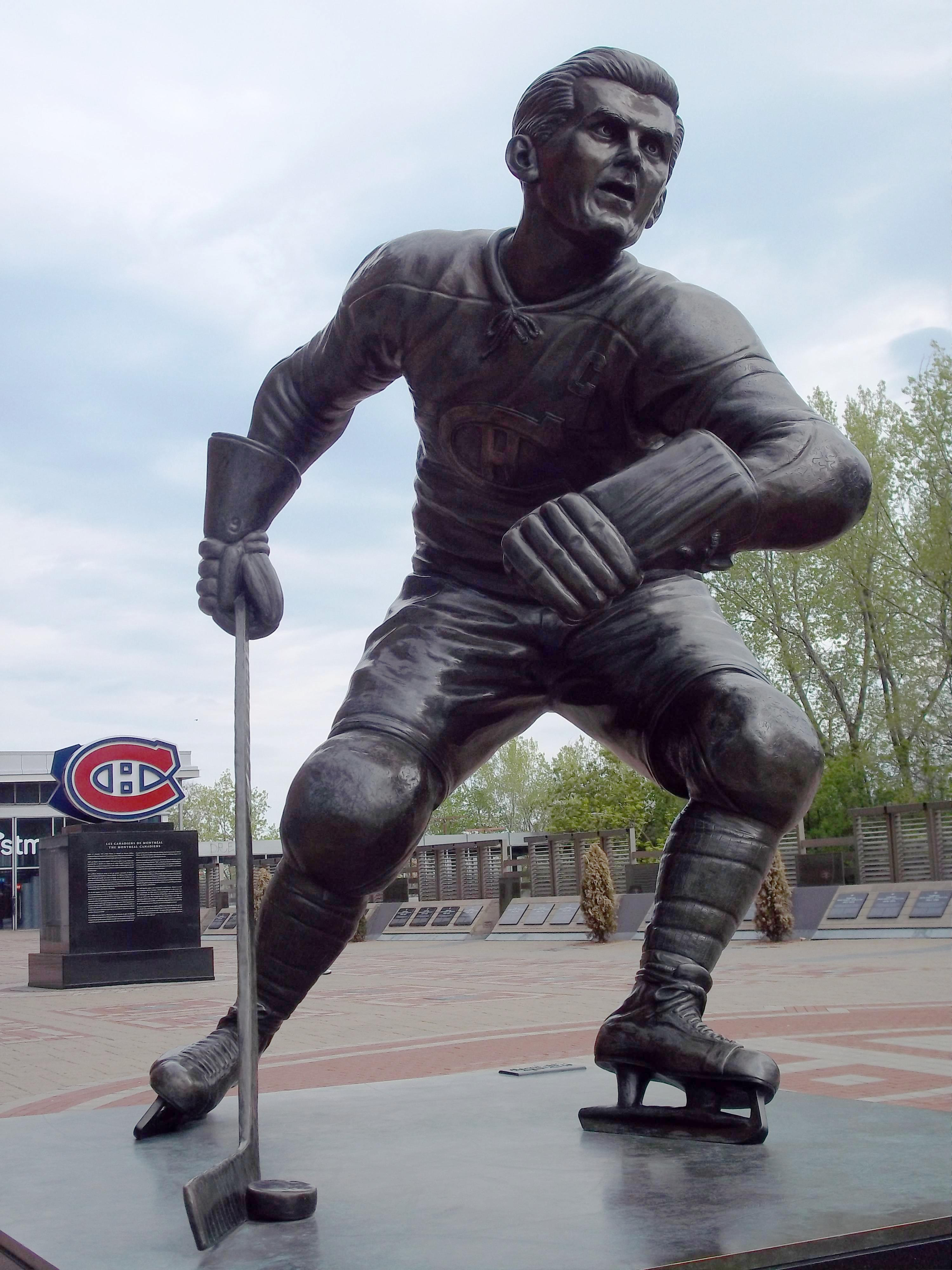
Pomnik Maurice'a Richarda przy hali Centre Bell

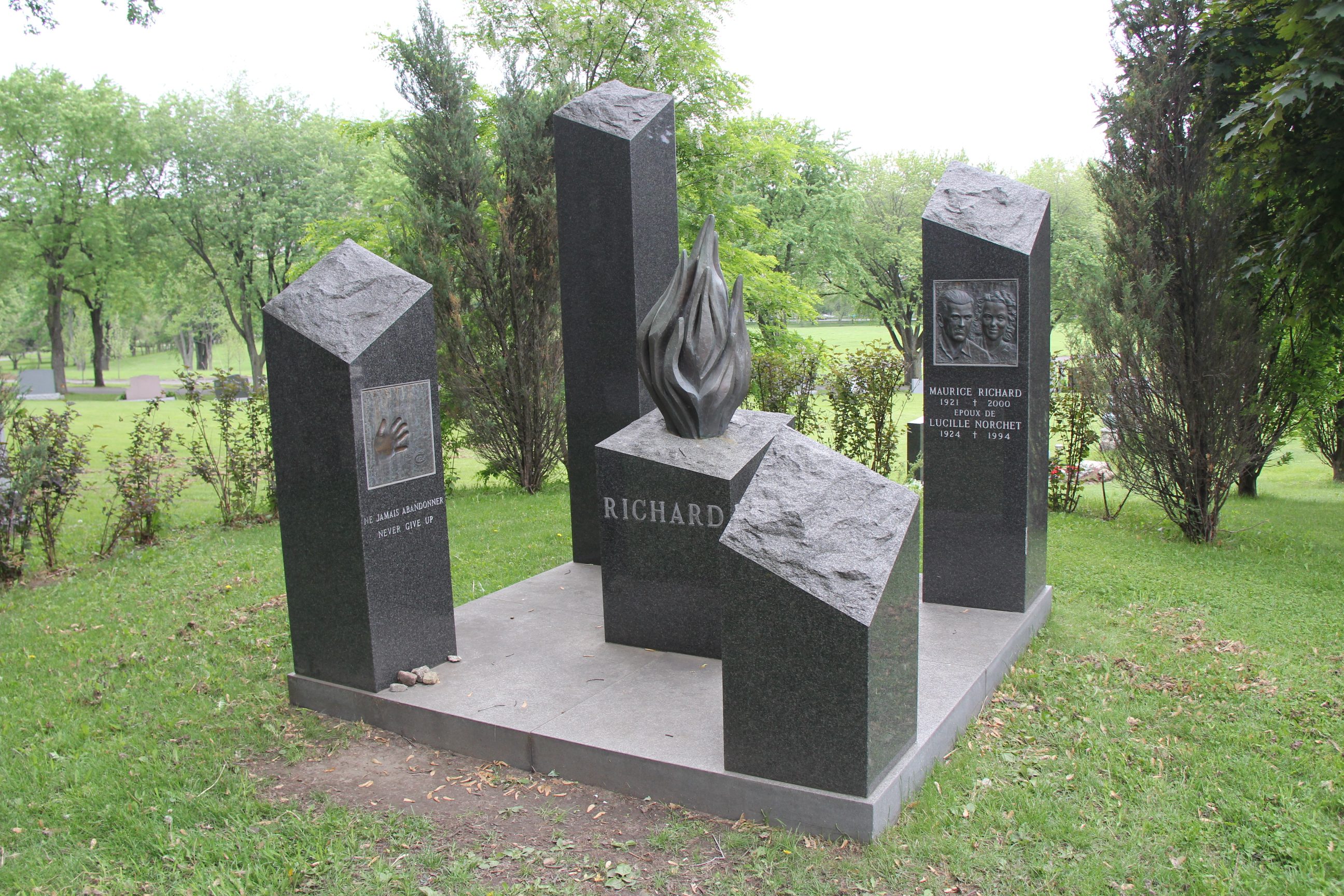
Grób Maurice'a Richarda na cmentarzu Notre-Dame-des-Neiges

- Puchar Stanleya: 1944, 1946, 1953, 1956, 1957, 1958 1959, 1960

Indywidualne
- NHL All-Star Game: 1947. 1948, 1949, 1950, 1951, 1952, 1953, 1954, 1955, 1956, 1957, 1958, 1959
- Sezon NHL (1944/1945):
  - Pierwsze miejsce w klasyfikacji strzelców: 50 goli
- Sezon NHL (1946/1947):
  - Pierwsze miejsce w klasyfikacji strzelców: 45 goli
  - Trofeum Harta: 1947
- Sezon NHL (1950/1951):
  - Pierwsze miejsce w klasyfikacji strzelców: 42 gole
  - Pierwsze miejsce w klasyfikacji strzelców w fazie play-off: 13 goli
- Sezon NHL (1955/1956):
  - Gol decydujący o mistrzostwie
- Lionel Conacher Award (najlepszy męski atleta w Kanadzie): 1952, 1957, 1958
- Lou Marsh Trophy (najlepszy atleta w Kanadzie): 1957
- Galeria Sław Montreal Canadiens: 1961
- Hockey Hall of Fame: 1961[1]
- Order Kanady: 1967
- Ordre national du Québec: 1985
- Order Plejady: 2003 – pośmiertnie

## Życie prywatne
W 1942 roku poślubił 17-letnią Lucille Norchet wbrew woli jej ojca. Z tego związku urodziło się siedmioro dzieci. Jego żona zmarła w 1994 roku. 27 maja 2000 roku zmarł na raka, a jego ciało zostało wystawione na widok publiczny w Montrealu w Centre Bell. Uroczystości pogrzebowe były transmitowane na żywo w Kanadzie. W dniu pogrzebu ogłoszono żałobę narodową. Został pochowany na cmentarzu Notre-Dame-des-Neiges w Montrealu.

## Upamiętnienie
- 6 października 1960 roku jego numer "9" został zastrzeżony w klubie Canadiens.
- Pomniki Richarda znajdują się obok lodowiska Canadiens, Centre Bell, w Gatineau oraz w hali Forum Pepsi w Montrealu (jako rzeźba na trybunach).
- Jego imieniem i nazwiskiem nazwano nagrodę Maurice Richard Trophy w lidze NHL dla zawodnika który w sezonie zasadniczym zdobył największą liczbę zdobytych bramek.
- W 2005 roku powstał film pt. Maurice Richard[2] (reżyseria: Charles Binamé, scenariusz: Ken Scott). W rolę Richarda wcielił się Roy Dupuis.